# NGC 2877
NGC 2877 is een peculiair sterrenstelsel in het sterrenbeeld Waterslang. Het hemelobject werd op 28 maart 1864 ontdekt door de Duitse astronoom Albert Marth.

## Synoniemen
- MCG 0-24-15
- ZWG 6.43
- ARAK 201
- IRAS 09231+0226
- PGC 26738